# Toskiska
Toskiska (på albanska toskërisht, toskërishte, uttal; to'skiska) är en av de huvuddialekter som utgör albanska språket. 
Det talas i Laberien i södra Albanien, nordvästra Grekland samt i södra Grekland. Den andra albanska huvuddialekten är gegiska.
Shkumbinfloden har traditionellt sett delat dialekterna toskiska och gegiska åt, det med åtanke på att till exempel berg, vattendrag et cetera avgör språkliga gränser i lingvistisk mening.